# Jiang Wen
Jiang Wen (姜文, Jiaang Wén) (født 5. januar 1963) er en kinesisk filmskuespiller, manuskriptforfatter og instruktør. Som instruktør henregnes han nogle gange til "sjette generation", der kom frem i 1990'erne. Han har blandt andet vundet Golden Horse Award for bedste instruktør i 1996 med In the Heat of the Sun og Hong Kong Film Award i 1998 for bedste birolle med The Soong Sisters. Jiang er også kendt internationalt som skuespiller, idet han medvirkede sammen med Gong Li i Zhang Yimous debutfilm Red Sorghum (1986) og i Rogue One: A Star Wars Story (2016). Han er storebror til skuespilleren Jiang Wu.